# Eletto Contieri
Eletto Contieri (Venezia, 1º febbraio 1912 – ...) è stato un multiplista e dirigente sportivo italiano.
Fu tre volte campione italiano del decathlon tra il 1932 e il 1934 e nel 1943 fu medaglia d'oro nella staffetta 4×400 metri ai campionati italiani assoluti con Bruno Mainardi, Luigi Paterlini e Gianfranco Fumagalli.
Nel 1934 prese parte alla prima edizione dei campionati europei di atletica leggera che si tennero a Torino e concluse la gara del decathlon in settima posizione.
Come dirigente sportivo fu presidente del Comitato Regionale Giuliano della Federazione Italiana di Atletica Leggera dopo la fine della seconda guerra mondiale, eletto il 15 gennaio 1946. Fu anche consigliere della FIDAL nazionale durante la presidenza di Bruno Zauli, ruolo dal quale si dimise nel 1951. Nel 1950 si trasferì a Rio de Janeiro per motivi di lavoro.

## Progressione

### Decathlon
| Stagione       | Punteggio   | Luogo   | Data       | Rank. Ita. |
| -------------- | ----------- | ------- | ---------- | ---------- |
| Tabella 1934   |             |         |            |            |
| 1937           | 5783 p.     | Firenze | 8-8-1937   | 4º         |
| Tabella 1912-B |             |         |            |            |
| 1934           | 6846,835 p. | Torino  | 9-9-1934   | 1º         |
| 1933           | 5948,455 p. | Genova  | 29-10-1933 | 1º         |
| 1932           | 6119,01 p.  | Firenze | 13-11-1932 | 1º         |
| 1931           | 3997,80 p.  | Napoli  | 4-11-1931  | 7º         |
| 1930           | 5562,07 p.  | Genova  | 26-10-1930 | 3º         |

## Palmarès
| Anno | Manifestazione | Sede   | Evento    | Risultato | Prestazione           | Note  |
| ---- | -------------- | ------ | --------- | --------- | --------------------- | ----- |
| 1934 | Europei        | Torino | Decathlon | 7º        | 5888 p. (6846,835 p.) | [ 4 ] |

## Campionati nazionali
- 3 volte campione italiano assoluto di decathlon (1932, 1933, 1934)
- 1 volta campione italiano assoluto della staffetta 4×400 m (1943)

1932
- Oro ai campionati italiani assoluti, decathlon - 6119,01 p.

1933
- Oro ai campionati italiani assoluti, decathlon - 5948,45 p.

1934
- Oro ai campionati italiani assoluti, decathlon - 6586,17 p.

1937
- Bronzo ai campionati italiani assoluti, decathlon - 5783 p.

1939
- Bronzo ai campionati italiani assoluti, staffetta 4×400 m - 3'25"8

1943
- Oro ai campionati italiani assoluti, staffetta 4×400 m - 3'22"6